# Teatro de los Campos Elíseos (Barcelona)
El teatro de los Campos Elíseos de Barcelona funcionó de 1860 a 1876 y formaba parte integrante de los jardines de los Campos Elíseos, situados en la manzana comprendida entre las actuales calles de Aragón y Rosellón, y de Pau Claris y Paseo de Gracia. En 1881, en su lugar se levantó el Teatro Lírico-Sala Beethoven, que se mantuvo hasta 1900.

## Los Campos Elíseos
Los Campos Elíseos —o los «Campos», como se llamaba coloquialmente— fueron uno de los jardines de verano que surgieron hacia mediados del siglo XIX cerca del Paseo de Gracia. Proyectados por Josep Oriol Mestres, había una sala para bailes y conciertos, café, una fonda, glorietas y estanques, una plaza para espectáculos, una montaña rusa y otras atracciones. Incluso, había un servicio de tartanas que conducía desde las Ramblas hasta este lugar.
Se inauguraron el 10 de abril de 1853. Hasta el 1858, bandas de música amenizaban la estancia con conciertos, fueron decayendo después de 1867, en parte por la competencia de los jardines del Tívoli, y fueron suprimidos en 1873, quedando sólo el teatro.

## El teatro
Las primeras representaciones de carácter teatral no comenzaron hasta 1860. La empresa propietaria, rivalizando con los Jardines del Tívoli, encargó a Feliu Cage la construcción de una sala, cubierta con una lona, a la manera de una tienda, y que fue llamado «Salón de Verano». Era grande, con una cabida de hasta 500 parejas de baile, y con una galería alrededor sostenida por veinticuatro columnas de madera; ofrecía espectáculos ligeros con danza y música y empezaron a hacerse zarzuelas y fragmentos de óperas.
Se construyó un escenario en la sala, a cargo del escenógrafo Luccini, que se inauguró el 8 de agosto de 1861 con la ópera Crispino e la comare. El éxito de las representaciones obligó a transformar la sala de baile en teatro, conservando la decoración y la pintura de Cage originales.
Entre 1862 y 1874, fue dirigido por José Anselmo Clavé, que reformó la sala, construyendo su tercer escenario. La embocadura se amplió y se hicieron lonjas en torno a la platea, además de poner hileras de asientos en la galería. Además de esta gestión, Clavé ofreció conciertos corales las mañanas del domingo, hasta su muerte en 1874.
En 1862, Clavé dirigió la primera audición de una obra de Wagner que se hizo en toda España, el 16 de julio: como parte de un concierto popular de los coros Euterpe, se ofreció la Marcha triunfal de Tannhäuser , con gran éxito. Entre 1865 y 1868 ofreció óperas francesas los veranos, entre ellas el estreno en Barcelona de La dame blanche de Boïeldieu.
Entre las obras de teatro que se estrenaron (sobre todo comedias y sainetes) hay: A boca tancada ... de Eduardo Vidal Valenciano (1864), Ous del dia! y La vaquera de la piga rosa de Frederic Soler "Pitarra" (1864), Un poll ressuscitat de Marçal Busquets (1865) o La tornada d'en Titó de Francesc Camprodon (1864). En 1866 se estrenó la zarzuela Maria! de Vidal y de Valenciano, con música de Nicolau Manent.
En 1876 se cerró el teatro. Adquirido por Evarist Arnús, se edificó en su lugar el Teatro Lírico-Sala Beethoven, que se inauguró en 1881.
- Datos: Q17152412
- Multimedia: Teatre dels Camps Elisis (Barcelona) / Q17152412